# Jean-Pierre Médaille
Jean-Pierre Médaille, né le 6 octobre 1610 à Carcassonne (France) et décédé le 30 décembre 1669 à Billom (France), est un prêtre jésuite français, fondateur de la Congrégation des sœurs de Saint-Joseph en 1650. Il est considéré serviteur de Dieu par l’église catholique.

## Biographie
Fils d'un avocat du roi au présidial de Carcassonne, il entre à l'âge de 16 ans au noviciat des jésuites de Toulouse. En 1637, il est ordonné prêtre et il est envoyé en Haute-Auvergne, aux collèges d'Aurillac et de Saint-Flour. À partir de 1641, il est en mission à travers les diocèses de Saint-Flour, du Puy, de Clermont et de Vienne.
Il forme le projet de fonder une congrégation de femmes, désireuses de se consacrer à une vie religieuse au service des autres. Il reçoit l'appui de l'évêque du Puy, Henri de Maupas, qui reconnaît officiellement la nouvelle congrégation le 15 octobre 1650. Ce jour-là, les six premières sœurs, Françoise Eyraud, qui sera directrice, Claudia Chastel, Marguerite Burdier, Anna Chaleyer, Anna Vey et Anna Brun, se voient confier l'hospice de Montferrand.